# Home (песня Three Days Grace)
«Home» — третий сингл канадской рок-группы Three Days Grace их дебютного альбома Three Days Grace. По версии журнала Billboard, сингл занял второе место в чарте «Популярная мейнстрим рок-песня», а также 90 строчку в списке Billboard Hot 100.

## История
Третий сингл альбома, несмотря на его успех на радио, не достиг результатов «I Hate Everything About You» и «Just Like You», достигнув всего 90 строчки чарта Hot 100. Тем не менее, на вопрос «Ваша любимая песня?», вокалист группы Адам Гонтье ответил:

«„Home“ проникла глубоко в меня. Более того, это весьма интересная песня для исполнения на концерте. Трудно выделить что-то любимое, но,
 за счёт энергичности песни, я бы сказал, что эта песня именно „Home“.»Оригинальный текст (англ.)"«Home» hits a spot with me. It's a fun song to play live as well. It's tough to pick a favorite, but because of the amount of energy we give it live, I'd say it's «Home»."

## Чарты
| Чарт(2004)                           | Максимальная позиция |
| ------------------------------------ | -------------------- |
| Billboard Hot 100                    | 90                   |
| Billboard Hot Mainstream Rock Tracks | 2                    |